# Reki-jo
Reki-jo (歴女 Lịch nữ) là một từ pha trộn ám chỉ những người phụ nữ Nhật say mê lịch sử, còn có thể sử dụng ngôn ngữ và phong cách của các thời kỳ trong lịch sử Nhật Bản trong các cuộc tụ họp xã hội của họ. Reki-jo là một loại otaku bị ám ảnh bởi một sự quan tâm đặc biệt. Hoạt động kinh tế liên quan đến sở thích nhất thời này đã tạo ra 725 triệu đô mỗi năm.

## Từ nguyên học
Reki-jo là một từ viết gọn của "những cô gái thích lịch sử", nghĩa là nhiều hơn "những cô gái yêu lịch sử" (歴史好きの女子 rekishi-zuki no joshi).

## Nhân vật quan tâm
Shinsengumi cũng là một mối quan tâm chung của reki-jo. Các nhân vật lịch sử khác nằm trong sở thích chung của reki-jo gồm: 
- Date Masamune
- Sanada Yukimura
- Ishida Mitsunari
- Naoe Kanetsugu
- Sakamoto Ryōma
- Tetsuzō Iwamoto

## Reki-jo nổi bật
Người mẫu Anne Watanabe, con gái của nam diễn viên Ken Watanabe là một reki-jo nổi bật.

## Ảnh hưởng văn hóa
Nhân vật anime và manga Yoshitake Rika (吉武 莉華 Cát Vũ Lị Hoa) trong bộ Genshiken là một ví dụ của một reki-jo trong các ấn phẩm văn hóa.